# 日欧文化比較
『日欧文化比較』（にちおうぶんかひかく）は、イエズス会の宣教師ルイス・フロイスが1585年に著した小冊子。日本滞在中にフロイスが得た日本に関する豊富な知見をもとに、日欧の間の文化的な差異を列記したもので「日欧文化相違の凡例集」と評される。日欧の差異を主題として扱った文書としては最古の部類である。
表題は1965年に岩波書店の大航海時代叢書で日本語版（岡田章雄：訳・注）が出版された際の邦題で、ポルトガル語の原典には“Tratado em que se contem muito susintae abreviadamente algumas contradições e diferenças de custumes antre a gente de Europa e esta provincial de Japão”というタイトルが付けられている。岩波版は1991年発行の文庫版では『ヨーロッパ文化と日本文化』と改題された。中央公論新社版もあり、こちらは『フロイスの日本覚書』あるいは単に『日本覚書』と呼ばれる。

## 出版史
1562年に伝道のため日本に来たフロイスは、北九州をはじめとして日本のいくつかの地方を遍歴し、宣教とともに知見を蓄えていった。1585年、アレッサンドロ・ヴァリニャーノの指示により、「在日歴が長く日本通」とされたフロイスにより本書は執筆された。フロイスによる序文には「加津佐 (Canzusa) において執筆、一五八五年六月一四日」とある。フロイスは筆まめ、それも度が過ぎるほどで、とかく微細なことまでも報告するため辟易されたこともあるが、「日本の風俗、宗教、医学、書法、建築、芸術文化等の社会文化状況をきわめて具体的に記述した」と評されるものに仕上がった。しかし、記述が冗長すぎるとして放置された『日本史』同様、長らく日の目を見ることはなかった。マカオの神学校において、新任の宣教師が日本文化を前もって学ぶために用いられたともされる。
再発見されたのは1946年、マドリードの歴史アカデミー(en)においてであった。発見者はヨーゼフ・フランツ・シュッテ (Josef Franz Schütte) で、1955年にはポルトガル語とドイツ語を併記し注記を加えた書籍を“Kulturgegensätze Europa-Japan”と題して上智大学より刊行し、以後の定本となっている。1965年に、この翻刻版の定本を底本として日本語版が出版された。この際に訳者の岡田章雄がシュッテ本のタイトルに従い『日欧文化比較』と邦題をつけた。邦題について、狭間芳樹は原題を訳すのであれば『日欧習俗相違大要』が適切としている。同内容の翻刻版は『フロイスの日本覚書』（中公新書、1983年）の中にも含まれており、『日本覚書』として引用されるケースもある。1991年には岩波版が『ヨーロッパ文化と日本文化』と改題のうえ、岩波文庫より出版された。

### 原本
上述のように1585年にフロイスによって執筆された原本であるが、マドリードの歴史アカデミーの図書館に現在も架蔵されている。寸法は縦22ｘ横16センチメートル、材質は和紙で40葉（folio。ページを表裏にもつ1枚）からなる。虫食いなどにより当初の完全な姿は留めていない。

## 構成
日欧間にある文化の差異を「主の恵みを得て」14章に分類し、まとめている。倫理道徳といった重めな項目から、細かな項目までさまざま全体で600項目以上ある。表現は同時代のヴァリニャーノによる『日本諸事要録』と比較して中立的・客観的であり、あくまでも対立する諸事象の紹介にとどまる。文体、記述のスタイルはエンゲルベルト・ヨリッセンの評に拠れば「著者や語り手のコメントが全くないという特徴」をもつ。14章の項目36において、日本人は曖昧な言葉を最良とするのがヨーロッパ人との違いであると指摘しているが、この曖昧さというスタンスは、日欧どちらが優れているかという意見を表明しないフロイスの記述にも見られるものかも知れない。
以下に章立てと内容を挙げる。各章の日本語訳は文庫版の目次による。
第1章 - 男性の風貌と衣類に関すること
風貌について11項目、続いて「男子の服について」63項目が挙げられている。「男子の服について」は必ずしも服装だけが挙げられているわけではない。項目の33においては、日本人が人前で痰唾を吐かないことをヨーロッパ人との違いとして挙げている。エラスムスが1530年に出版した作法書『子供の礼儀作法についての覚書』において、人前で唾を吐くのは後ろを向いて行えば作法としては問題ないとされていた。
第2章 - 女性とその風貌、風習について
68項目が挙げられている。ヨーロッパと違い、日本では処女の純潔を重んじないという当時の風潮に驚いたようである。これは項目の1で挙げられている。またファッション的な表面の部分について、日本の女性が黒髪を維持することに努める点やピアスやイヤリングを用いない点がヨーロッパの女性との違いであるとしている。
第3章 - 児童およびその風俗について
24項目が挙げられている。日本における子どもと教育に関するフロイスの一連の記述について、大石学は著書で「教育では体罰をしない。子どもは寺で学習する。まず書くことを学び、その後で読むことを学ぶ。子どもは10歳にして50歳の判断力・賢明さ・思慮分別がある」などとまとめて紹介している。
第4章 - 坊主ならびにその風習に関すること
42項目が挙げられている。項目の1から9までで、当時の仏教寺院の堕落ぶりを指摘している。項目の12では朝山日乗や安国寺恵瓊のような外交僧という存在を、王侯の伝令として働くケースのないヨーロッパの修道士と対比させている。
第5章 - 寺院、聖像およびその宗教の信仰に関すること
30項目が挙げられている。項目1では教会と寺院の形式の違いを挙げている。教会堂は入口は狭いが奥行きがあるのに対し、日本の寺院は間口と比べて奥行きは短い。
第6章 - 日本人の食事と飲酒の仕方
60項目が挙げられている。項目の26で燗酒について、また27で原料として米を使うことを挙げている。項目の1では食事の際、ヨーロッパ人は手づかみで、日本人は老若男女問わず箸を使うことを対比させている。
第7章 - 日本人の攻撃用および防禦武器について - 付 戦争
52項目が挙げられている。「ヨーロッパでは馬上で戦うが、日本では馬から降りて戦う」としたフロイスの記述について、日本獣医史学会の小佐々学によれば、去勢を行わなかったせいで牡馬同士が喧嘩しがちであり、また日本の馬は小柄だったために、騎乗したままの集団戦には基本的に不向きであったと考えている。
第8章 - 馬に関すること
39項目が挙げられている。日本の馬はヨーロッパの馬と比較して小柄だが気性が荒く、ひどく暴れると記している。これも小佐々によれば、当時の日本では乗用および労役用の馬はすべて牡馬であり、かつ去勢という習慣がなくこれを行わなかったことが荒い気性の原因と考察している。
第9章 - 病気、医者および薬について
19項目が挙げられている。項目9では当時の日本で天然痘にかかることはごく普通で痘痕をもつものが多い、かつ多くの者が失明するとしている。
第10章 - 日本人の書法、その書物、紙、インクおよび手紙について
29項目が挙げられている。アルファベット22字ですべてを表現できるローマ字と、いろは47+1（ん）文字に加え多数の漢字を使う日本語とを比較している（『彼らは仮名 cana の ABC 四十八文字と、異なった書体の無限の文字とを使って書く』）。そして、ヨーロッパ人は書物から技術や知識を得るのと対照的に、「彼らは全生涯を文字の意味を理解することに費やす」とした。
筆記用具についても筆、墨、硯、紙などをヨーロッパのものと比較している。「われらのインクは液体である。彼らのは塊状で、書くときに磨る」といった具合である。
第11章 - 家屋、建築、庭園および果実について
48項目が挙げられている。項目の21と22では肥料としての屎尿の回収について挙げている。川添登は「ヨーロッパでは馬糞を農場に捨て人糞はごみ捨て場に捨てるが、日本はその逆である。ヨーロッパでは糞尿を取ってもらうためにお金を払うけれども、日本では糞尿を百姓たちはお金やお米に換えてくれる。」とまとめ、農村と都市におけるリサイクルのシステムが当時すでに存在していたことを指摘している。川添はまた、これと関連してヨーロッパでは近世になっても人糞を高層住宅からポイポイ捨てていたので極めて不衛生だったことも日本との違いであるとしている。
第12章 - 船とその慣習、道具について
30項目が挙げられている。項目の13では当時の日本で漕ぎ唄が歌われていたことがうかがえる。
第13章 - 日本の劇、喜劇、舞踊、歌および楽器について
29項目が挙げられている。小野貴史は音楽文化に関連する項目として第15から20項目をピックアップし考察をおこなった。たとえば「日本の（音楽）は単調な響きで喧しく鳴りひびき、ただ戦慄を与えるばかりである。」とのフロイスの見解について、当時のポルトガルにおける教会音楽はパレストリーナ様式であるからして、ポリフォニー音楽が主体であったのに対し、日本は現代で言うヘテロフォニー的であったことなどを解説する。
第14章 - 前記の章でよくまとめられなかった異風で、特殊な事どもについて
65項目が挙げられている。項目の6から12にかけては日欧の刑罰に関する比較がある。項目の47番目には「鼻ほじり」についての考察も見られる。項目の49で、ヨーロッパでは樽を横にしておくが、「日本人はその酒を大きな口の壺に入れ、封をせず、その口のところまで地中に埋めておく」としている。この項目については酒屋の店先に販売用の酒瓶が埋めてあったことをさすとも、保温のため当時一般的に行われていたかもしれないとの考察もなされる。

## 関連文献
- ルイス・フロイス（Fróis, Luís）; 岡田章雄訳『ヨーロッパ文化と日本文化』岩波書店〈岩波文庫〉、1991年。
- Girón, Avila; 佐久間正 訳注・会田由 訳・岩生成一 注; Fróis, Luís; 岡田章雄 訳注『日本王国記・日欧文化比較』11号、岩波書店〈大航海時代叢書（第1期）〉、1965年。
- 松田毅一; エンゲルベルト・ヨリッセン『フロイスの日本覚書 : 日本とヨーロッパの風習の違い』中央公論社〈中公新書〉、1983年。ISBN 9784121007070。